# Wybory prezydenckie w Libanie w 1998 roku
Wybory prezydenckie w Libanie odbyły się 15 października 1998 roku. Wyboru dokonało libańskie Zgromadzenie Narodowe. Prezydentem został dowódca libańskiej armii generał Émile Lahoud, który zastąpił na tym stanowisku Eliasa Hrawiego.
Zgodnie z libańską Konstytucją wyboru prezydenta dokonuje Zgromadzenie Narodowe. Za kandydaturą Lahouda opowiedziało się 118 deputowanych, 10 nie brało udziału w głosowaniu, nikt nie był przeciwny.